# Station Bourgtheroulde-Thuit-Hébert
Station Bourgtheroulde-Thuit-Hébert is een spoorwegstation in de Franse gemeente Grand Bourgtheroulde.